# Feuerstättenverordnung
Der Begriff Feuerstättenverordnung oder Feuerstättenordnung wird uneinheitlich verwendet. Es handelt sich nicht um eine amtliche Bezeichnung.
In Deutschland kann gemeint sein:
- die Verordnung über Feuerungsanlagen und Brennstofflagerung (kurz: Feuerungsverordnung – FeuVO oder FeuV) als rechtliche Grundlage für das Aufstellen und Betreiben von Feuerungsanlagen[1]

- die Verordnung über kleine und mittlere Feuerungsanlagen (1. BImSchV), auch als Kleinfeuerungsanlagen-Verordnung bezeichnet, für den effizienten und emissionsarmen Betrieb von Kleinfeuerungsanlagen im häuslichen Bereich.[2]